# South Huish
South Huish är en by och en civil parish i South Hams i Devon i England. Orten har 473 invånare (2011). Byn nämndes i Domedagsboken (Domesday Book) år 1086, och kallades då Hewis/Heuis. Det inkluderar Galmpton, Inner Hope och Outer Hope.